# Пушалка
Пушалката се използва се за усмиряване и разгонване на пчелите чрез подпушване. Пушалката представлява метален цилиндър с двойно дъно и конусообразен капак, който завършва с отвор, през който излиза пушекът и малък мех, с помощта на който се раздухва горивният материал.
За горивен материал се използва сух говежди тор, изгнила дървесина, дървесни гъби и др. Използва се инстинктът на пчелите, за които мирисът на изгоряло дърво е знак за тревога и те започват да ядат от меда, което ги прави по-тромави и по-малко агресивни, а това улеснява работата на пчеларя. Съществуват и пушалки с електрически нагревател. Пушалката е един от основните уреди за работа с пчелите.